# Awassi

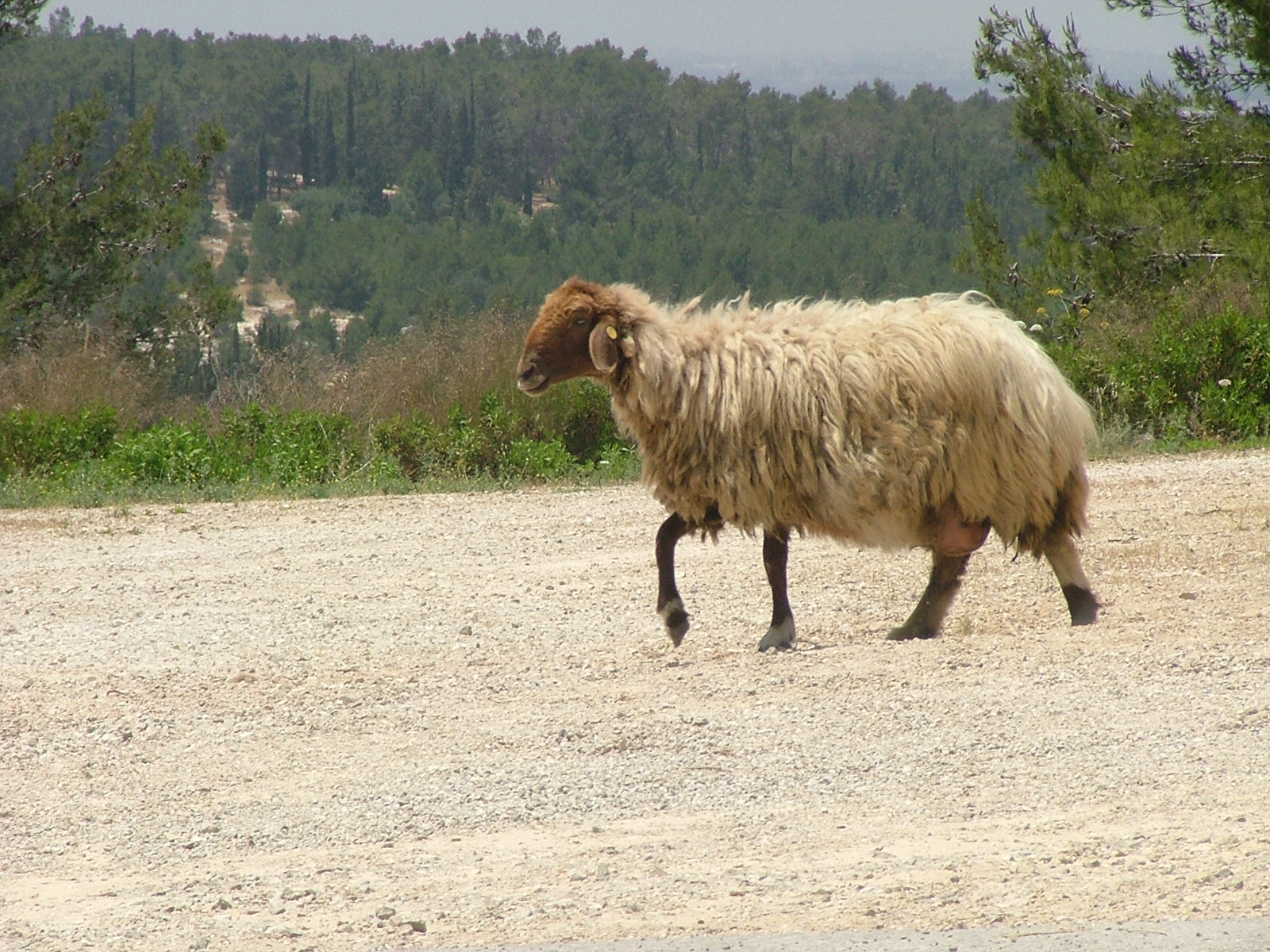
Een Awassi-schaap in Israël

De Awassi (Arabisch: عواسي) is een schapenras uit Zuidwest-Azië, dat oorspronkelijk afkomstig is uit de Syrische Woestijn. Het is een dikstaarttype en is veelkleurig. De oren zijn lang en hangend. 

## Verspreiding
De Awassi is het meest voorkomende schapenras in een aantal Arabische landen in het Midden-Oosten, waaronder Saoedi-Arabië, Jordanië, Irak, Syrië, Libanon, Palestina en Egypte, maar ook in Israël. Het is een buitengewoon winterhard ras, dat zich door de eeuwen heen goed heeft aangepast aan nomadische en extensieve veeteelt.